# Théophile Delcassé
Théophile Delcassé (Pamiers, 1 de marzo de 1852-Niza, 22 de febrero de 1923) fue un político y diplomático francés.

## Biografía
Fue diputado por el Partido Radical entre 1889 y 1919, ocupando también algunas carteras como la del Ministerio de Colonias o la del Ministerio de Asuntos Exteriores. En esta última posición es reconocido como uno de los artífices de la Triple Entente. Para ello tuvo que lavar la imagen que la sociedad francesa tenía de los británicos (Incidente de Fachoda de 1898, en el cual tuvo un papel destacado), para lo cual se valió de sucesos como el caso Dreyfus. También mediaría entre ingleses y rusos.

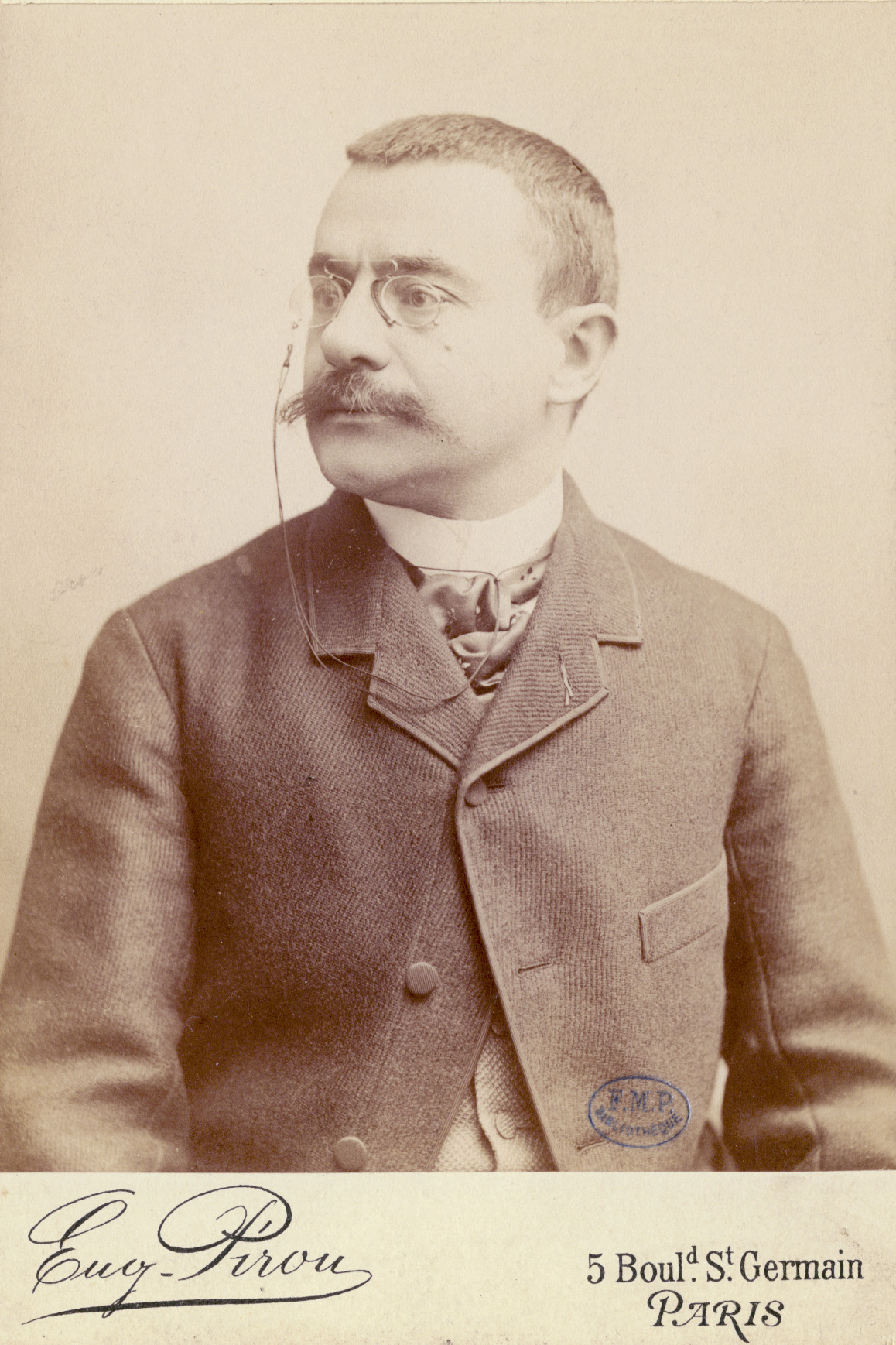
Retrato de Delcassé en fecha desconocida.

Su carrera como diplomático está cargada de éxitos. Su contribución para conseguir la Entente cordial en 1904 con el Imperio británico quizá sea su obra más destacada, ya que unida a la Alianza franco-rusa desde 1892 dio forma a la Triple Entente. También medió en conflictos internacionales como la Guerra hispano-estadounidense de 1898, o trató de mejorar la relación de Francia con otros países. Por ejemplo, negoció con España la delimitación de colonias de ambos países en África por el Tratado de París de 1900 y el Convenio hispano-francés de 1904 sobre Marruecos. Respecto al Reino de Italia el 24 de diciembre de 1900 Delcassé logró separar a Italia de la Triple Alianza, concediendo al gobierno de Roma ventajas territoriales en la Libia italiana, a cambio, los franceses obtienen el 16 de diciembre de 1900 reconocimiento por parte de Italia de los derechos franceses sobre Marruecos. Además el 30 de junio de 1902 Italia firmó un acuerdo secreto con Francia por el cual Italia se mantendría neutral en caso de una agresión alemana contra Francia, lo que socavó la Triple Alianza (aunque esta era una alianza defensiva).
El 31 de marzo de 1905 el emperador alemán Guillermo II desembarcó en Tánger y proclamó su intención de defender la independencia de Marruecos frente a las maniobras de Francia, que quería convertirlo en un protectorado. Es el inicio de la Primera Crisis Marroquí. Alemania buscaba una conferencia internacional en la que los franceses tuvieran que rendir cuentas ante otras potencias europeas sobre sus ambiciones en Marruecos. El ministro de Asuntos Exteriores francés, Théophile Delcassé, adoptó una línea desafiante, sosteniendo que no había necesidad de tal conferencia. En respuesta, el canciller alemán Bernhard von Bülow, amenazó con una guerra por el tema, aunque esto era un farol.
La crisis llegó a su punto máximo a mediados de junio. Los franceses cancelaron todos los permisos militares (15 de junio) y Alemania amenazó con firmar una alianza defensiva con el sultán (22 de junio). El primer ministro francés Maurice Rouvier se negó a arriesgarse a una guerra con Alemania por el tema. Protestando porque «no podía hacer caer al Sr. Delcassé con el ceño fruncido por parte de Alemania», lo hizo con el acuerdo del Presidente de la República francesa, Émile Loubet, conscientes ambos de que el riesgo de guerra con el Imperio Alemán justificaba esta humillación, ya que Francia no podía entrar en conflicto armado contra Alemania sin ninguna posibilidad de victoria. Abandonado por todos en el Consejo de Ministros francés del 6 de junio, Delcassé dimitió, ya que el gobierno francés ya no apoyaba su política. El 1 de julio Francia aceptó asistir a la conferencia. La Conferencia de Algeciras del año siguiente reconoció la legitimidad de los derechos de Francia en Marruecos.
Se retiró de la vida política en 1915.